# Dorcadion uhagonii
Dorcadion uhagonii là một loài bọ cánh cứng trong họ Cerambycidae.